# Pitàngel
Pitàngel (Pythangelus, Πυθάγγελος) fou un poeta tràgic atenenc del final del segle v aC.
És esmentat en un passatge d'Aristòfanes que demostra com fou considerat. Aristòfanes el situa al peu de l'anticlímax dels tràgics que encara vivien.